# Anton Caselius

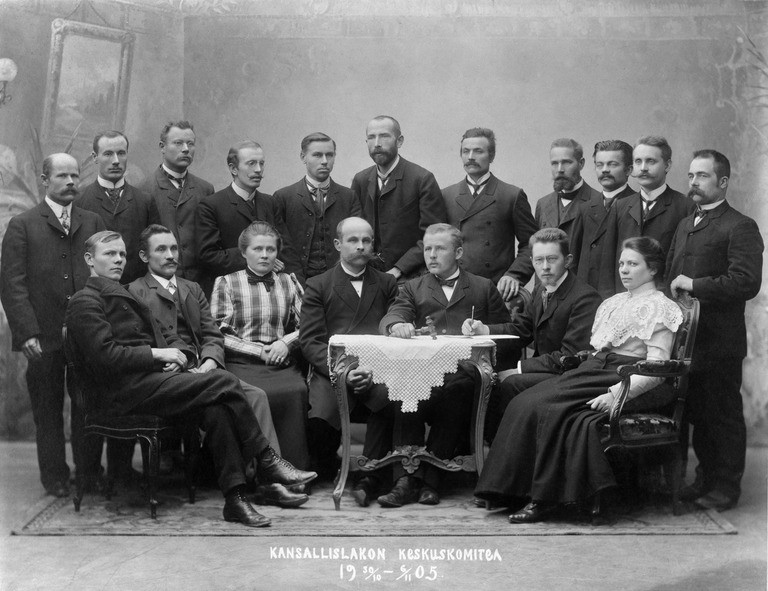
Storstrejkens centralkommitté 1905, Anton Caselius sittande andra från vänster.

Klas Anton Caselius, född 11 februari 1865 i Björneborg, död 15 juli 1918 i Helsingfors, var en finländsk journalist och socialdemokrat.

## Biografi
Caselius föddes till familjen av målaremästaren Karl Johan Caselius och Josefina Juhola. Hans bror var kontraktsprost Otto Johannes Caselius (1867–1938). Caselius arbetade som målare i sin hemstad Björneborg och flyttade senare till Helsingfors där han var aktiv i Finlands Svenska Arbetarförbund och Helsingfors Svenska Arbetarförening. Under års 1905 storstrejken valdes Caselius till Helsingfors storstrejkens centralkommitté. Han var chefredaktör för tidningen Arbetaren 1906–1907.
Under Finska inbördeskriget Caselius tjänade i folkdelegationens finansavdelningen och fängdes efter slaget om Helsingfors i april 1918. Caselius dog av svält på Sveaborgs fångläger i juli 1918.